# Чаркы (приток Адычи)
Чаркы́ (также Муола́кан, Муолакаан, Чаргы, Молакан) — река в России, протекающая по Томпонскому району и Верхоянскому улусу Якутии. Правый приток реки Адыча (бассейн Яны). Длина реки составляет 276 км. Площадь водосборного бассейна — 8320 км².
Исток находится в Томпонском районе, в обширном массиве хребта Черского (Чибагалахский хребет), река вытекает из небольшого озерка на высоте более 1298 метров над уровнем моря. Река течёт преимущественно в северо-западном направлении по горной местности в межгорной долине. В среднем течении пересекает Онёлский хребет. На реке множество островов, осерёдков, галечных перекатов. Впадает в Адычу в 338 км от её устья по правому берегу ниже впадения Нельгесе, у горы Чаркы-Кисиляге (1053 м), на высоте менее 292 м над уровнем моря. Ширина в нижнем течении — 113-132 м при глубине 1,8-2 м; скорость течения в низовьях составляет 1,6 м/с. Ледостав с октября до конца мая. Населённых пунктов на реке нет. 

## Основные притоки
Перечислены притоки длиной 30 км и более 
| Название   | Расстояние от устья | Длина | Положение |
| ---------- | ------------------- | ----- | --------- |
| Тирехтях   | 9,6                 | 47    | левый     |
| Хонгор-Ат  | 33                  | 33    | правый    |
| Куокуй     | 40                  | 40    | левый     |
| Бысар-Юрях | 84                  | 37    | левый     |
| Дялындя    | 103                 | 54    | левый     |
| Чалба      | 119                 | 36    | левый     |
| Оннёх      | 200                 | 35    | правый    |
| Сюрюге     | 222                 | 38    | левый     |
| Урильтин   | 243                 | 30    | левый     |

## Данные водного реестра
По данным государственного водного реестра России и геоинформационной системы водохозяйственного районирования территории РФ, подготовленной Федеральным агентством водных ресурсов:
- Бассейновый округ — Ленский
- Речной бассейн — Яна
- Речной подбассейн — Адыча
- Водохозяйственный участок — Адыча
- Код водного объекта — 18050000212117700052376